# 86 TRD Griffon Concept
86 TRD Griffon Concept（ハチロク・ティーアールディー・グリフォン・コンセプト）は、トヨタテクノクラフト（TRD）が、製作したトヨタ・86をベースとした研究開発用車両である。この車両の研究を通して、TRDパーツやコンプリートカーの開発が行われている。主なテストコースは筑波サーキット（コース2000）であるが、その他のサーキットでもテストが行われている。

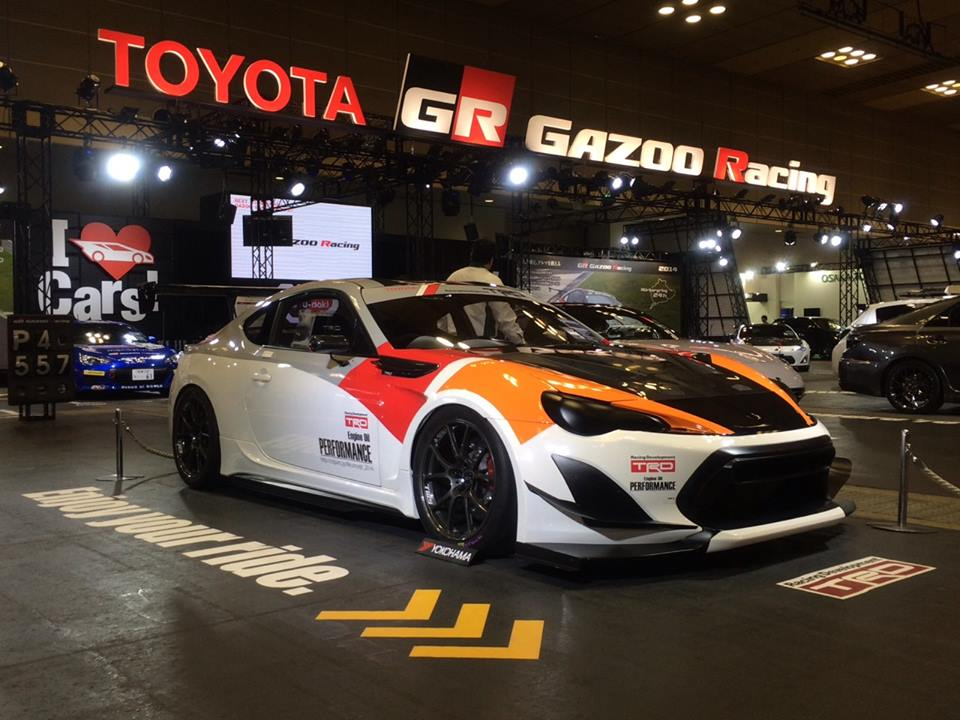
86 TRD Griffon Concept

## 車両の仕様
- エンジン：NA（自然吸気エンジン）とし過給器は装着していない。初期はノーマルエンジンであったが、現在は手が加えられ30馬力の出力アップとなっている。
- ボディー：各部の軽量化とブレースやスポット増しによる剛性アップが行われているが、ロールケージは装着されていない。
- ブレーキ：初期はブレンボ製モノブロック（フロント6、リヤ4ポット）を採用していたが、現在はアドヴィックス製（？）のモノブロック（フロント4、リヤ2ポット）が採用されている。

## 筑波サーキットでの記録
- シェイクダウン：1′1″872 （ノーマルエンジン、スリックタイヤ）
- 最新記録：58″407（エンジン30PSアップ、スリックタイヤ）

## テストドライバー
スーパーGTなどで活躍するレーシングドライバーが担当している。

## この車両から開発された商品
- 14R-60（86ベースのコンプリートカー、100台限定）
- 14R（86ベースのコンプリートカー、2015年2月発売）
- フロントフェンダーエアロフィン（空力パーツ）
- エアロスタビライジングカバー（空力パーツ）